# Breaking Bad (2.ª temporada)
A segunda temporada da série de drama da televisão americana Breaking Bad estreou em 8 de março de 2009 e  foi concluída em 31 de maio de 2009. Consiste em 13 episódios, cada um com aproximadamente 47 minutos de duração. A AMC transmitiu a segunda temporada aos domingos às 22:00 nos Estados Unidos. A segunda temporada completa foi lançada em DVD na região 1 e na região A Blu-ray em 16 de março de 2010.

## Enredo
Walter White (Bryan Cranston) e Jesse Pinkman (Aaron Paul) são raptados por Tuco Salamanca (Raymond Cruz) e seu tio Hector (Mark Margolis), figuras principais do cartel de drogas mexicano rival. Eles conseguem escapar antes da DEA, liderada por Hank Schrader (Dean Norris), chegar, matar Tuco e capturar Hector. Walter e Jesse expandem a venda de seu "cristal" para áreas anteriormente controladas por Tuco e, posteriormente, são forçados a envolver o advogado pilantra Saul Goodman (Bob Odenkirk) no negócio para que ele os proteja legalmente da DEA, claro, sob a condição de receber uma parte do dinheiro da droga. Skyler (Anna Gunn) torna-se mais desconfiada das atividades de Walter, especialmente depois de saber que ele recusou o dinheiro para pagar pelo seu tratamento médico de seu ex-parceiro Elliot (Adam Godley) e da esposa Gretchen (Jessica Hecht). Jesse se muda para um duplex de propriedade de Donald (John de Lancie), com a filha de Donald, Jane (Krysten Ritter), uma viciada em heroína em recuperação, vivendo na unidade mais próxima. Jane e Jesse se tornam romanticamente envolvidos. As ações de Hank no tiroteio contra Tuco fazem com que ele ganhe uma promoção para o escritório de El Paso.

## Elenco

### Elenco Principal
- Bryan Cranston como Walter White (13 episódios)
- Anna Gunn como Skyler White (13 episódios)
- Aaron Paul como Jesse Pinkman (13 episódios)
- Dean Norris como Hank Schrader (10 episódios)
- Betsy Brandt como Marie Schrader (11 episódios)
- RJ Mitte como Walter White, Jr. (11 episódios)

## Episódios
| N.º na série | N.º na temp. | Título                                             | Dirigido por      | Escrito por                 | Exibição original   | Audiência (milhões) |
| ------------ | ------------ | -------------------------------------------------- | ----------------- | --------------------------- | ------------------- | ------------------- |
| 8            | 1            | "Seven Thirty-Seven (Sete Três Sete)"              | Bryan Cranston    | J. Roberts                  | 8 de março de 2009  | 1,66                |
| 9            | 2            | "Grilled (Grelhado)"                               | Charles Haid      | George Mastras              | 15 de março de 2009 | N/A                 |
| 10           | 3            | "Bit by a Dead Bee (Mordido por uma Abelha Morta)" | Terry McDonough   | Peter Gould                 | 22 de março de 2009 | 1,13                |
| 11           | 4            | "Down (Deprimido)"                                 | John Dahl         | Sam Catlin                  | 29 de março de 2009 | 1,29                |
| 12           | 5            | "Breakage (Perda)"                                 | Johan Renck       | Moira Walley-Beckett        | 5 de abril de 2009  | 1,21                |
| 13           | 6            | "Peekaboo (Achou)"                                 | Peter Medak       | J. Roberts & Vince Gilligan | 12 de abril de 2009 | 1.41                |
| 14           | 7            | "Negro y Azul (Preto e Azul)"                      | Felix Alcala      | John Shiban                 | 19 de abril de 2009 | N/A                 |
| 15           | 8            | "Better Call Saul (É Melhor Ligar para o Saul)"    | Terry McDonough   | Peter Gould                 | 26 de abril de 2009 | 1,04                |
| 16           | 9            | "4 Days Out (4 Dias Fora)"                         | Michelle MacLaren | Sam Catlin                  | 3 de maio de 2009   | N/A                 |
| 17           | 10           | "Over (Acabou)"                                    | Phil Abraham      | Moira Walley-Beckett        | 10 de maio de 2009  | N/A                 |
| 18           | 11           | "Mandala (Mandala)"                                | Adam Bernstein    | George Mastras              | 17 de maio de 2009  | N/A                 |
| 19           | 12           | "Phoenix (Fênix)"                                  | Colin Bucksey     | John Shiban                 | 24 de maio de 2009  | N/A                 |
| 20           | 13           | "ABQ (Albuquerque)"                                | Adam Bernstein    | Vince Gilligan              | 31 de maio de 2009  | N/A                 |

## Produção
Os escritores de Breaking Bad planejaram o enredo para toda a temporada antes de filmar e sabiam como a temporada terminaria desde o início. Isso diferia das temporadas subsequentes, nas quais os roteiristas não tinham um plano completo e desenvolviam o enredo à medida que os episódios progrediam. O criador da série, Vince Gilligan, disse sobre a segunda temporada: "Isso aconteceu por muitas e muitas horas batendo nossas cabeças contra a parede - um trabalho muito trabalhoso, e é provavelmente por isso que não repetimos essa fórmula desde então."

## Música
A música original de Breaking Bad é composta por Dave Porter. O show também usa músicas de outros artistas de gravação com supervisão musical de Thomas Golubić. As músicas selecionadas da segunda temporada são apresentadas na trilha sonora Breaking Bad Soundtrack, disponível no iTunes e na Amazon.com.

## Lançamento em DVD e Blu-ray
A segunda temporada foi lançada em DVD na Região 1 e Blu-ray na Região A em 16 de março de 2010. Foi lançado em DVD na Região 2 em 26 de julho de 2010 e na Região 4 em 8 de fevereiro de 2010.